# 小行星2489
小行星2489（2489 Suvorov）是一颗围绕太阳公转的小行星。1975年7月11日，柳德米拉·切爾尼赫在克里米亚发现了此天体。
該小行星以俄羅斯將軍亞歷山大·蘇沃洛夫命名。
这颗小行星的绝对星等为234.86557等。